# Ознур Серчелер
Ознур Серчелер (тур. Öznur Serçeler, 1 січня 1987, Кайсері) — турецька акторка.

## Біографія
Народилася 1 січня 1987 року в Кайсері у родині простих робітників, там же здобула середню освіту. У 2001 році після закінчення школи поїхала в Мейрін, де почала вивчати музичне мистецтво в державній консерваторії. У 2003 році вступила на бюджет до одного з найпрестижніших унівеситетів Туреччини — Білкент, на факультет виконавського мистецтва. Важке навчання долала наполегливою роботою, мріючи збудувати співочу кар'єру. 
У 2007 році їздила в гастрольний тур із знаменитим Південним оркестром (World Youth Orchestra).
З 2014 року зустрічалася з Їгіт Гювен, молодшим братом акторки Седи Гювен, але здебільшого особисте життя не афішує: не з'являється на світських заходах з чоловіками.

## Кар'єра
Ще в 2007 році Ознур зрозуміла необхідність розвиватися в різних напрямках. 
Починала в моделінгу, взявши участь в конкурсі моделей-початківиць «Elite Model Look», де посіла гідне місце. 
У 2011 році дебютувала акторкою телебачення в ролі Кумру в серіалі «Nuri Devam» (Нурі). В цьому ж році знялася в серіалі «Життя продовжується». Після дебюту нових ролей не пропонували, тому Серчелер присвятила себе вдосконаленню акторської майстерності, кілька років не з'являючись на ТБ. З 2014 року почала активну кар'єру, знявшись у таких фільмах, як «Все через любов», «Ретро касета» і «Закон любові». Справжнє визнання авдиторії Ознур Серчелер отримала після ролі Фатос в серіалі «Повний місяць», яка принесла їй популярність і досі є однією з найзначніших у кар'єрі. Крім того, Серчелер виконала саундтрек до серіалу як співачка. Після цієї роботи збільшилась кількість її шанувальників та пропозицій зйомок. У 2018 році вийшли відразу два рейтингових серіали з Ощнур Серчелер: «Рання пташка» і «Любов це?».
Окрім серіалів, активно знімається в рекламі.

## Фільмографія
| Рік  |   | Українська назва             | Оригінальна назва            | Роль          |
| ---- | - | ---------------------------- | ---------------------------- | ------------- |
| 2011 | с | Нурі                         | Nuri                         | Кумер         |
| 2011 | с | Життя продовжується          | Hayat devam ediyor           | Міна          |
| 2012 | с | Наказуй, командир: Шах і Мат | Emret Komutanım: Yeniden     | Бану          |
| 2014 | с | Закон любові                 | Aşkın Kanunu                 | Дуру          |
| 2014 | с | Нещасні                      | Boynu Bükükler               | Інджи         |
| 2014 | ф | Ретро касета                 | Karışık Kaset                | Пелін         |
| 2015 | с | Одружені і розгнівані        | Evli ve Öfkeli               | Жінка з бару  |
| 2015 | ф | Антихрист                    | Deccal                       | Дуйгу         |
| 2015 | ф | Небезпечно для життя         | Hayati Tehlike               | Лінда         |
| 2016 | ф | Все через любов              | Her Sey Asktan               | Несе          |
| 2017 | с | Повний місяць                | Dolunay                      | Фатош         |
| 2017 | ф | Салур Казар                  | Salur Kazan: Zoraki Kahraman | Урузун        |
| 2018 | с | Рання пташка                 | Erkenci Kuş                  | Лейла         |
| 2018 | ф | Чи це любов?                 | Aşk Bu Mu?                   | Сінем         |
| 2022 | с | Перелітний птах              | Yalı Çapkını                 | Асуман Корхан |